# 小美玉市立小川南中学校
小美玉市立小川南中学校（おみたましりつ おがわみなみちゅうがっこう）は茨城県小美玉市小川にある公立の中学校。

## 沿革
- 1966年4月1日 - 小川町立橘中学校、小川町立小川中学校が統合し、小川町立小川南中学校となる
- 2006年3月27日 - 小美玉市立小川南中学校と改称
- 2017年4月 - 県より取得した旧小川高校を中学校仕様に改修し移転[1]

## 学区
小美玉市のうち小川、中延、小塙、川戸（一部）、幡谷、山野（一部）、宮田、下馬場、与沢、倉数、外之内
小美玉市立小川南小学校の通学区域と同じである。